# Qyzylköl (saltsjö i Kazakstan, Sydkazakstan)
Qyzylköl är en saltsjö i Kazakstan.   Den ligger i oblystet Sydkazakstan, i den centrala delen av landet, 800 km söder om huvudstaden Astana. Arean är 15,2 kvadratkilometer.